# Madita
Edita Malovčić (n. 21 ianuarie 1978, Viena, Austria), cunoscută sub numele de scenă Madita, este o cântăreață și actriță austriacă de origine bosniacă. Tatăl ei este cântărețul bosniac de muzică populară Kemal Malovčić. Madita interpretează de la synthpop la R&B și jazz.

## Tinerețe
Edita Malovčić s-a născută la Viena, ca fiica cântărețului bosniac de muzică populară Kemal Malovčić din prima sa căsătorie cu o sârboaică. Madita a declarat că nu a comunicat cu tatăl ei de mai mulți ani și că nu are „amintiri bune” despre acesta.

## Carieră

### Actorie
A studiat muzicologia și a luat lecții private de actorie. În 1999 a jucat în filmul austriac regizat de Barbara Albert, Nordrand, care a primit numeroase premii. Subiectul filmului a fost Războiul din Bosnia. După primul ei succes, a apărut în numeroase filme, precum Berlin Is In Germany (2001), Kaltfront (2003), Želary (2003) și Vier Minuten (2006). A apărut și în seriale de televiziune, ca de exemplu SOKO Kitzbühel, Comisarul Rex și Medicopter 117.

### Cariera muzicală
A început să cânte în 2002 pentru duo-ul dZihan & Kamien și albumul lor Gran Riserva. Primul ei album solo, Madita, a fost lansat în 2005. În decembrie 2005, albumul a fost lansat și pe iTunes Music Store, unde a ajuns în top 3 în „Electronic Album Chart”. Câteva luni mai târziu a ajuns în multe topuri în alte țări. Cel mai mare „succes de descărcare” (de download) a fost să ajungă pe locul 1 în clasamentul britanic World Music iTunes. În 2007, piesa „Ceylon” de pe acest album a fost prezentată într-un episod al serialului TV Damages.
În 2008 a lansat al doilea album al său, Too, în Austria. În Statele Unite, albumul a fost lansat la 28 martie 2008, fiind disponibil și pe iTunes Store. Doi ani mai târziu, Madita a lansat Flavors, un album cu nouă piese, cu cinci piese inedite și patru piese remixate. Albumul are o durată totală de 50 de minute și a fost lansat de casa de discuri Gran Depot Music. Albumul a făcut, de asemenea, parte dintr-o colecție mai mare, intitulată Madita Deluxe, care a conținut majoritatea pieselor anterioare și cele noi ale cântăreței Madita.

## Viață personală
Madita are un fiu (născut c. 2003).

## Filmografie
- 1999: Nordrand - Tamara
- 2000: Mysteries of Disco
- 2001: Berlin Is in Germany - Ludmila
- 2003: Kaltfront - Sandra
- 2003: Želary - Marie
- 2005: Nur für Mozart
- 2006: Four Minutes - Traude - jung
- 2008: Der Knochenmann
- 2009: The Bone Man - Anna
- 2009: Zweiohrküken - Marie
- 2013: Blutgletscher - Tanja
- 2014: The Lies You Sleep With
- 2020: Quo Vadis, Aida? - Vesna

Seriale TV
- 2000: Medicopter 117; Inspector Rex; Julia – Eine ungewöhnliche Frau; Der Briefbomber
- 2001: Der Ermittler; Medicopter 117; SOKO Kitzbühel; Inspector Rex
- 2002: Inspektor Rolle; Inspector Rex; Medicopter 117
- 2004: Ein starkes Team: "Zahn der Zeit"; Ein starkes Team: "Sippenhaft"
- 2005: Tatort: "Schneetreiben"; Ein starkes Team: "Zahn um Zahn"
- 2006: Zodiak
- 2007: Tatort: "Der Finger"
- 2015: Altes Geld
- 2016: Tatort: "Im gelobten Land"

## Discografie
- Madita (2005)[9]
- Too (2008)[10]
- Pacemaker (2010)[11]
- Madita Deluxe (2012)[12]
- Flavours (2012)[13]